# Rackjobbing
Rackjobbing ist eine Dienstleistung, die hauptsächlich das Einräumen und Auszeichnen von Waren umfasst.

## Rackjobbing
Unter Rackjobbing versteht man das Anmieten von Flächen an einem POS (Point Of Sale) zum Zwecke der Verkaufsförderung. Die Bestandteile des Rack-Jobbing sind:
- Design bzw. Aufbau der Verkaufsfläche (Regale)
- Pflege der Präsentation der Ware
- Disposition der Ware im Auftrag des Herstellers oder Großhändlers
- Warenverräumung im Auftrag des Herstellers oder einer zwischengeschalteten Agentur
- Auszeichnung der Ware
- Retoure (von Teilen) der präsentierten Ware auf Grund eines Aufrufs (Aufrufretoure), eines Defekts (Defektenretoure) oder Erreichen der Haltbarkeitsdaten.
- Auffüllen von warenspezifischem Prospektmaterial

Das Rackjobbing wird heute von den meisten Herstellern und Großhändlern an darauf spezialisierte Agenturen ausgelagert.

## Rackjobber
Ein Rackjobber ist ein Dienstleister, der die Verkaufsstellen einer Ware betreibt. Es gibt festangestellte und selbständige Rackjobber. Selbständige Rackjobber arbeiten oft in einer Region für verschiedene Auftraggeber. Diese Auftraggeber haben in der Regel entweder noch keine so hohe Marktdurchdringung in dieser Region erreicht, dass sich der Einsatz von festangestelltem Personal lohnt, oder die geringe Größe der Fläche bzw. des Umsatzes der zu betreuenden Ware bzw. Warenpräsentation lässt einen wirtschaftlichen Einsatz von festangestellten Rackjobbern nicht zu. In diesem Fall wird die Wirtschaftlichkeit dadurch erreicht, dass der Rackjobber für verschiedene Auftraggeber in der Verkaufsstelle tätig ist und Begleitkosten wie z. B. Fahrtkosten nur einmal anfallen. Die selbständigen Rackjobber sammeln sich oft in regional tätigen Agenturen. Festangestellte Rackjobber sind nur für einen Hersteller oder Großhändler tätig und betreuen dessen Ware.